# Marie-Antoinette Katoto

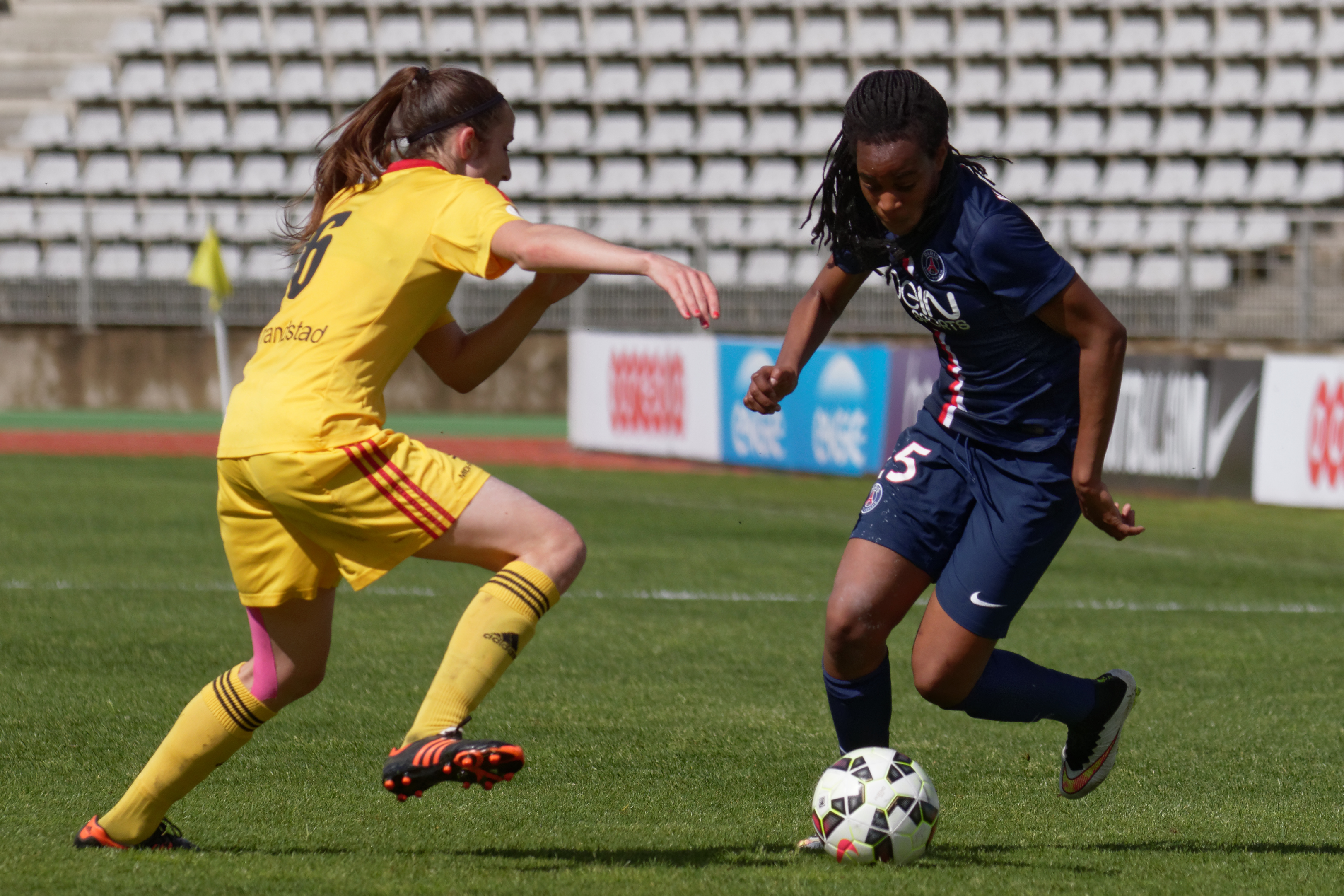
Katoto in Aktion (2015)

Marie-Antoinette Oda Katoto (* 1. November 1998 in Colombes) ist eine französische Fußballspielerin.

## Vereinskarriere

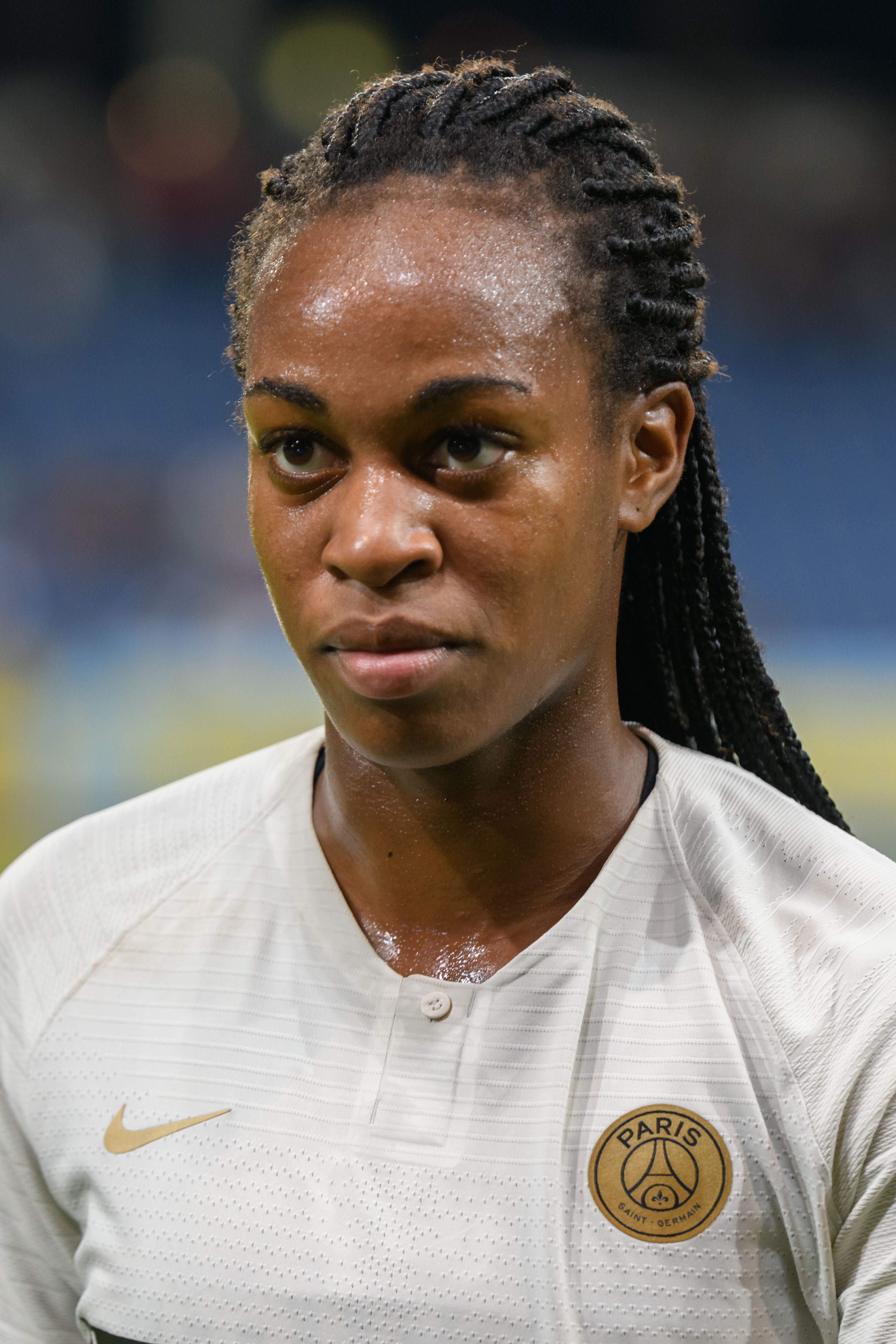
Marie-Antoinette Katoto (2018)

Marie-Antoinette Katoto begann als Sechsjährige beim FC Colombes mit dem Vereinsfußball. 2011 wechselte sie in die Jugendabteilung des Paris Saint-Germain FC. Sie war 15, als Trainer Farid Benstiti ihr zum Debüt in PSGs Erstligamannschaft verhalf – und dies sogar in der Startformation; in dieser Partie gegen AF Rodez war die 1,76 m große Angriffsspitze auch als Torschützin erfolgreich. In der folgenden Saison (2015/16) absolvierte sie trotz starker Konkurrenz, beispielsweise durch die routinierten Marie-Laure Delie, Rosana oder Anja Mittag, bereits sieben Punktspiele mit der ersten Frauschaft des Hauptstadtklubs und erzielte darin drei Tore. Außerdem hat sie während dieser beiden Spielzeiten drei Begegnungen in der Champions League bestritten; darunter war ein allerdings nur kurzer Einsatz beim Halbfinal-Rückspiel gegen den VfL Wolfsburg im April 2015. Auch im folgenden Jahr brachte sie es – aufgrund der Konkurrenz im Aufgebot sowie wegen Verletzungspausen – nur auf sieben Ligapartien, schoss darin jedoch sechs Treffer. Der Durchbruch gelang ihr in der Saison 2017/18 mit 20 Einsätzen, allesamt in der Startelf, und 21 Toren. Zudem gewann sie in diesem Jahr mit PSG den Landespokal, wobei sie im Finale gegen Olympique Lyon den entscheidenden Treffer erzielte. In der Spielzeit 2018/19 bestach die Torjägerin schon frühzeitig wiederum mit einer hohen Erfolgsquote; bei ihren ersten zwölf Pflichtspielen in Meisterschaft und Europapokal schoss sie 15 Tore. Dies führte Anfang November dazu, dass sie erstmals eine Berufung in die französische A-Nationalelf erhielt (siehe weiter unten). Die Erstligasaison 2018/19 schloss sie als Torschützenkönigin in Frankreich ab, ebenso die anschließende Spielzeit. 2020/21 war sie zwar nur die zweiterfolgreichste Torjägerin der Liga, dafür hatten ihre erneut mehr als 20 Treffer aber dazu beigetragen, dass Paris nach acht Vizemeisterschaften erstmals den nationalen Titel gewann.
Wie präsent die Torjägerin auch in Pokalspielen ist, bewies sie einmal mehr Ende März 2022, zunächst im Champions-League-Viertelfinal-Hinspiel bei den Münchener Bayern, als sie ihre Frauschaft mit zwei Treffern in Führung schoss, und vier Tage später im Halbfinale des französischen Vereinspokals, wo sie die 2:0-Führung des FC Fleury noch vor der Halbzeitpause ausglich. Ihren 2022 auslaufenden Vertrag bei Paris Saint-Germain hat sie um drei Jahre verlängert, obwohl sich mehrere europäische Spitzenklubs – darunter Lyon und Barcelona – um sie bemühten. In den französischen Fachmedien waren bereits Spekulationen darüber angestellt worden, ob der Verein willens und finanziell bereit ist, Katoto über diesen Zeitpunkt hinaus zu halten, denn sie soll dort bisher monatlich nur rund 18.000 Euro und damit nur die Hälfte des Bruttoeinkommens ihrer Mitspielerin Kadidiatou Diani verdienen. Nach 14 Jahren bei PSG wechselte die Stoßstürmerin im Sommer 2025 zum Serienmeister OL Lyonnes an die Rhône.
2024 wurde sie für den Ballon d’Or féminin nominiert.

### Stationen
- FC Colombes (2005–2011)
- Paris Saint-Germain FC (2011–2025)
- OL Lyonnes (ab 2025)

## In der Nationalmannschaft
Marie-Antoinette Katoto gehörte ab der Saison 2013/14 zur französischen B-Jugend-Auswahl, für die sie bei elf Länderspielen zehn Tore erzielt hat. Mit den Französinnen nahm sie auch an der U-17-Europameisterschaft 2015 teil, bei der Frankreich im Halbfinale nach Elfmeterschießen an Spanien scheiterte. Seit April 2016 fand die zu diesem Zeitpunkt 17-Jährige auch in der U-18/U-19-Auswahl Frankreichs Berücksichtigung. Dort hat sie bisher acht Partien mit ebenso vielen Treffern zu Buche stehen, wobei die jüngste Spielerin des französischen Aufgebots in fünf Spielen bei der Endrunde der Jahrgangs-Europameisterschaft 2016 sechs Tore erzielte, Torschützenkönigin wurde und damit wesentlich zum Gewinn des Titels (im Finale ein 2:1-Sieg gegen ihre spanischen Altersgenossinnen) beitrug. 
In die A-Nationalmannschaft wurde Katoto zunächst nicht berufen, weil Nationaltrainerin Corinne Diacre mit dem U-21-Coach Gilles Eyquem verabredet hatte, dass sie Frankreichs Juniorinnen bis einschließlich der U-20-Weltmeisterschaft im eigenen Land ausschließlich zur Verfügung steht. Dieses Turnier im August 2018 verlief für Katoto sehr enttäuschend. Bei sechs Spielen kam sie lediglich viermal zum Einsatz, dabei nur die ersten beiden Gruppenspiele als Mitglied der Startelf, und sie erzielte auch keinen der zehn französischen Treffer. 
Zwei Monate später nominierte Diacre sie dennoch zum ersten Mal anlässlich eines Freundschaftsspiels gegen Brasilien, in dem Katoto für rund 30 Minuten auch zum Einsatz kam. In ihrer zweiten Partie, in der sie gegen die USA erneut erst in der zweiten Halbzeit eingewechselt wurde, erzielte sie ihr erstes Tor für die Bleues, und gegen Deutschland spielte sie dann die volle Spielzeit durch. Vor dem USA-Spiel hatte Diacre die in der Liga höchst erfolgreiche Stürmerin in ungewohnt deutlichen Worten kritisiert: „Ich werde ihr noch Zeit geben, aber sie muss sich endlich Klarheit darüber verschaffen, was sie will. Was ich [bei diesem Trainingslager] von ihr gesehen habe, reicht absolut nicht für den Anspruch auf einen Stammplatz.“ Im April 2019 fand sie hingegen lediglich in der B-Elf Berücksichtigung und wurde anschließend auch nicht für den französischen 23er-Kader zur WM 2019 im eigenen Land berücksichtigt. Diese Entscheidung, auf die in der laufenden Erstligasaison erneut mit Abstand treffsicherste Torjägerin zu verzichten, beschäftigte schon unmittelbar nach Bekanntgabe des Aufgebots die Medien. Die Trainerin begründete ihre Entscheidung mit der Aussage, das sei ein schwieriger Abwägungsprozess gewesen und Katoto besäße „ein enormes Potential, aber sie hat ihre Zukunft noch vor sich. Aus meiner Sicht fehlt es ihr gegen starke Gegner noch an der letzten Bereitschaft, sich durchzusetzen.“ Im Oktober holte Diacre sie dann in ihr Aufgebot für zwei Begegnungen zurück und wechselte sie dabei jeweils in der Schlussphase ein. In ihren gut zwanzig Spielminuten beim Europameisterschafts-Qualifikationsspiel in Kasachstan entwickelte Marie-Antoinette Katoto sich zur spielentscheidenden Figur: zunächst ermöglichte sie Eugénie Le Sommer mit einem präzisen Pass das 2:0, ehe sie selbst per Kopf den 3:0-Endstand herstellte. Auch im folgenden Qualifikationsspiel gegen Serbien erzielte sie bereits wenige Minuten, nachdem sie zur Halbzeitpause für Valérie Gauvin eingewechselt worden war, ein Kopfballtor. Ihr erster Hattrick im Nationaldress gelang Katoto im September 2021 gegen Griechenland. Sie zählt zum Aufgebot für die Europameisterschaft 2022; dort allerdings erlitt sie schon zu Beginn der zweiten Vorrundenpartie einen Kreuzbandriss mitsamt Meniskus-Schädigung, der ihre weitere Turnierteilnahme ausschloss.
Derzeit hat die Strafraumstürmerin, die sich aber nicht zu schade ist, auch in der eigenen Abwehr auszuhelfen, in Frankreichs A-Elf 32 Einsätze und 26 Treffer zu Buche stehen, was einer überragenden Erfolgsquote von 0,81 entspricht. Alleine in ihren jüngsten 18 Länderspielen zwischen November 2020 und ihrer schweren Verletzung bei der EM im Juli 2022 gelangen Katoto 21 Torerfolge; außer dem schon erwähnten Hattrick waren auch noch sechs „Doppelpacks“ dabei, darunter beim Tournoi de France gegen die Niederlande zweimal per Hackentrick, im französischsprachigen Raum als „la madjer“ bezeichnet. (Stand: 14. Juli 2022)

## Palmarès
- U-19-Europameisterin 2016
- Französische Meisterin 2021
- Französische Pokalsiegerin 2018, 2022
- Torschützenkönigin der Division 1 Féminine 2018/19, 2019/20, 2021/22 (und Zweitplatzierte 2017/18, 2020/21)
- Auszeichnung als saisonbeste Spielerin 2021/22 (sowohl von der Spielergewerkschaft UNFP als auch vom französischen Fußballverband FFF)